# Гуджар
Гуджар (गुर्जर) — этническая общность в Индии, проживающая в штатах Пенджаб, Химачал-Прадеш, Раджастхан, союзной территории Джамму и Кашмир и на востоке Пакистана.

## Демография

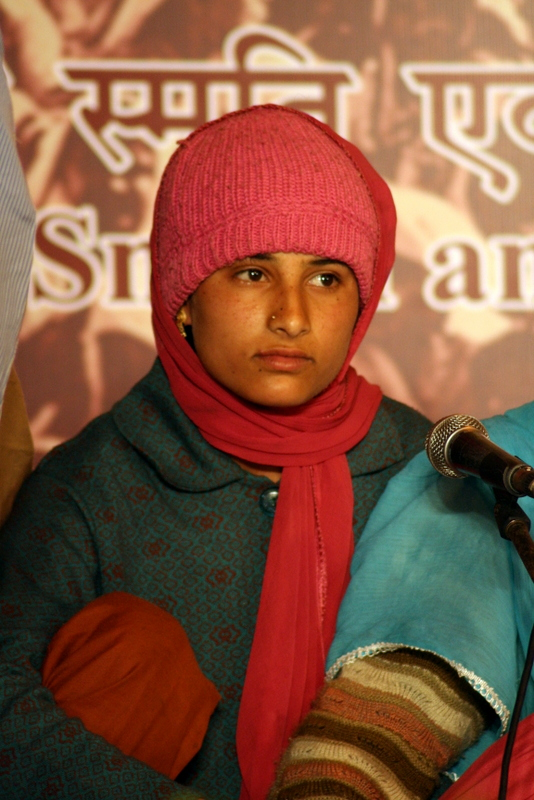
Гуджарская девушка, 2012 год

Численность — около 1,0 млн человек.
Говорят на языке гуджари, распространены также языки пахари.
Большая часть гуджар — индуисты, в Джамму и Кашмире, Химачал-Прадеше и в Пакистане — мусульмане-сунниты.

## Происхождение
Гуджары восходят к кочевым племенам эфталитов, расселившимся на северо-западе Индии в 1-м тыс. н. э. и участвовавшим также в этногенезе гуджаратцев, панджабцев и раджастханцев, в составе которых они образовали племенные и кастовые группы. Гуджар также родственны раджпутам. 

## Культура и быт
Большинство гуджар сохраняет традиционное занятие — отгонное животноводство (буйволы, овцы, козы). На равнинах часть гуджар перешла к земледелию, сочетая его с оседлым животноводством. Известны как поставщики молочных продуктов на местные рынки. Сохранилось деление на экзогамные роды (кулы). Счет родства патрилинейный.
Мужская одежда — широкие, присобранные у талии штаны и рубашка-курта. Женская — кофточки и широкие юбки (Лехенга-чоли). Основа пищи — молочные, крупяные и мучные блюда (лепешки чапати), широко употребляется мясо.